# Trirhabda geminata
Trirhabda geminata es una especie de insecto coleóptero de la familia Chrysomelidae.
Fue descrita científicamente en 1893 por Horn.